# فرخان (سده ششم)
فرخان یک فرمانده نظامی ایرانی در سده ششم میلادی در زمان شاهنشاه هرمز چهارم ساسانی (حک. ۵۷۹–۵۹۰) بود. او در سال ۵۹۰ برای سرکوب شورش بهرام چوبین فرستاده شد، اما مورد خیانت قرار گرفت و توسط مردان خودش کشته شد.